# Ільїнка (Березинський район)
Ільїнка (біл. вёска Ільїнка) — село в складі Березинського району Мінської області, Білорусь. Село підпорядковане Селібській сільській раді, розташоване в східній частині області.